# 函館市議会
函館市議会（はこだてしぎかい）は、北海道函館市に設置されている地方議会である。

## 概要

### 任期
4年

### 定数
27人

### 所在地
北海道函館市東雲町4番13号
函館市役所本庁舎7階

### 委員会
- 議会運営委員会

#### 常任委員会
- 総務常任委員会
- 経済建設常任委員会
- 民生常任委員会

#### 特別委員会
- 予算（決算）特別委員会

### 定例会
- 年4回実施[1]
  - 2月
  - 6月
  - 9月
  - 12月

## 会派
| 会派名           | 議員数 | 所属党派                            | 議員名（◎は代表者）                                                             | 女性議員数 | 女性議員の比率(%) |
| ---------------- | ------ | ----------------------------------- | ------------------------------------------------------------------------------- | ---------- | ----------------- |
| 新市政クラブ     | 9      | 自由民主党6 無所属3                 | ◎浜野幸子 出村ゆかり 中山治 吉田崇仁 工藤恵美 金澤浩幸 山口勝彦 佐藤留儀 芝井穰 | 3          | 33.33             |
| 民主・市民ネット | 8      | 立憲民主党                          | ◎道畑克雄 板倉一幸 島昌之 高橋千晶 福島恭二 斉藤佐知子 見付宗弥 野沢友志        | 2          | 25                |
| 公明党           | 4      | 公明党                              | ◎松宮健治 小林芳幸 茂木修 池亀睦子                                              | 1          | 25                |
| 日本共産党       | 3      | 日本共産党                          | ◎紺谷克孝 市戸ゆたか 富山悦子                                                   | 2          | 66.66             |
| 無所属           | 3      | 無所属 （全国フェミニスト議員連盟） | 荒木明美                                                                        | 1          | 33.33             |
| 無所属           | 3      | 無所属                              | 工藤篤                                                                          | 1          | 33.33             |
| 無所属           | 3      | 参政党                              | 川崎啓太                                                                        | 1          | 33.33             |
| 計               | 27     |                                     |                                                                                 | 9          | 33.33             |

## 議員報酬等
| 役職   | 報酬            | 政務活動費                                                 |
| ------ | --------------- | ---------------------------------------------------------- |
| 議長   | 月額 63万0000円 | 会派／所属議員一人あたり月額4万5000円 個人／月額 4万5000円 |
| 副議長 | 月額 56万0000円 | 会派／所属議員一人あたり月額4万5000円 個人／月額 4万5000円 |
| 議員   | 月額 51万0000円 | 会派／所属議員一人あたり月額4万5000円 個人／月額 4万5000円 |

※別途、年2回期末手当あり

## 定数の推移
「函館市議会議員定数条例」によって定数が決められている。戦後の定数は下記の通り
- 1947年（昭和22年）4月30日 - 40人
- 1951年（昭和26年）4月30日 - 44人
- 1966年（昭和41年）12月1日 - 64人：亀田郡銭亀沢村との合併による
- 1967年（昭和42年）5月2日 - 44人
- 1973年（昭和48年）12月1日 - 73人：亀田市との合併による
- 1975年（昭和50年）5月2日 - 44人
- 1979年（昭和54年）5月2日 - 44人：減少条例制定による。法定数48人
- 1987年（昭和62年）5月2日 - 40人：減少条例改正による。法定数48人
- 1999年（平成11年）5月2日 - 36人：減少条例改定による。法定数44人
- 2003年（平成15年）5月2日 - 34人：定数条例制定。法定上限数38人
- 2004年（平成16年）12月1日 - 81人
  - 亀田郡戸井町、恵山町、椴法華村、茅部郡南茅部町との合併による
  - 34人+47人：在任特例適用。法定上限数38人
- 2007年（平成19年）5月2日 - 34人+4人：定数特例適用。法定上限数38人
- 2011年（平成23年）5月2日 - 30人：定数条例改正
- 2019年（令和元年）5月2日 - 27人：定数条例改正